# Леодамант Тасоски
Леодамант Тасоски (на старогръцки: Λεωδάμας ὁ Θάσιος) е древногръцки математик от втората половина на V – първата половинана IV век.
Леодамант, съдейки по прякора му Θάσιος, Тасосец, произхожда от остров Тасос. Съвременник е на Архит Тарентски и Теетет Атински и е близък до Платон. Според Диоген Лаерций, Платон подсказва на Леодамант аналитическия способ на изследване (D.L. III, 24). Прокъл в комментариите си към Евклид казва, че по времето на Леодамант са живели и Архит Тарентски и Теетет Атински и казва, че те са част от тези, благодарение, на които се е увеличил броят на теоремите и геометрията е придобила по-научен и систематичен характер.
Първото споменаване на Леодамант в Коментариите върху Евклид на Прокъл е:
| „ | По това време [Платоновото] също така живели Леодамант Тасоски, Архит Тарентски и Теетет Атински, които увеличават броя на теоремите в геометрията и я правят по-научна. По-млад от Леодамант е Неоклид и неговият ученик Леон, които добавят много открития. | “ |

Второто споменаване от Прокъл е:
| „ | Казват, че Платон научил на този метод [анализа] Леодамант, който казват направил чрез него много открития в геометрията. | “ |

Споменаването на Диоген Лаерций е от Книга 3 Платон на „Животът на философите“:
| „ | Той [Платгон] бил пръв, който обяснил на Леодамант Тасоски метода за разрешаване на проблеми чрез анализ. | “ |